# Rezolucje Rady Bezpieczeństwa ONZ z roku 1950
Stałe miejsca w Radzie Bezpieczeństwa ONZ w 1950 posiadały:
- Francja
- Republika Chińska
- Stany Zjednoczone
- Wielka Brytania
- ZSRR

W roku 1950 członkami niestałymi Rady były:
- Egipt
- Ekwador
- Indie
- Jugosławia
- Kuba
- Norwegia

## Rezolucje
Rezolucje Rady Bezpieczeństwa ONZ przyjęte w roku 1950: 
- 79 (w sprawie redukcji konwencjonalnych sił zbrojnych)
- 80 (w sprawie Indii i Pakistanu)
- 81 (w sprawie zapoznania się z 268 rezolucją Zgromadzenia Ogólnego)
- 82 (w sprawie wojny koreańskiej)
- 83 (w sprawie wojny koreańskiej)
- 84 (w sprawie wojny koreańskiej)
- 85 (w sprawie wojny koreańskiej)
- 86 (w sprawie Indonezji)
- 87 (w sprawie Tajwanu)
- 88 (w sprawie wojny koreańskiej)
- 89 (w sprawie Palestyny)